# Selma (Californie)
Pour les articles homonymes, voir Selma.
Selma est une ville du comté de Fresno en Californie, aux États-Unis d'une superficie de 5,14 milles carrés (13,31 kilomètres carrés).

## Démographie
| 1890  | 1900  | 1910  | 1920  | 1930  | 1940  |
| ----- | ----- | ----- | ----- | ----- | ----- |
| 1 150 | 1 083 | 1 750 | 3 158 | 3 047 | 3 667 |

| 1950  | 1960  | 1970  | 1980   | 1990   | 2000   |
| ----- | ----- | ----- | ------ | ------ | ------ |
| 5 964 | 6 934 | 7 459 | 10 942 | 14 757 | 19 444 |

| 2010   | - | - | - | - | - |
| ------ | - | - | - | - | - |
| 23 219 | - | - | - | - | - |